# Paraje Xometitla
Paraje Xometitla är en ort i Mexiko.   Den ligger i kommunen Tláhuac och delstaten Distrito Federal, i den sydöstra delen av landet, 29 km sydost om huvudstaden Mexico City. Paraje Xometitla ligger 2 242 meter över havet och antalet invånare är 110.
Terrängen runt Paraje Xometitla är platt åt nordost, men åt sydväst är den kuperad. Runt Paraje Xometitla är det tätbefolkat, med 411 invånare per kvadratkilometer. Närmaste större samhälle är Iztapalapa, 18,8 km nordväst om Paraje Xometitla. Trakten runt Paraje Xometitla består till största delen av jordbruksmark.